# ネパール共産党 (2018年)
ネパール共産党（ネパールきょうさんとう、略称NCP）は、ネパールにかつて存在した政党。ネパール共産党統一マルクス・レーニン主義派とネパール共産党 (毛沢東主義派中央)が、8カ月間の党統一調整委員会による両党の調整の末、2018年5月17日に統一し、結成された。だが2021年3月7日、党名を理由に統一は無効化された（後述）。

## 歴史

### 背景
2017年10月3日、ネパール共産党統一マルクス・レーニン主義派とネパール共産党 (毛沢東主義派中央)の2大共産党とナヤ・シャクティ党が、今後の立法府と地方選挙の連合を発表した。 3つの政党はまた、統一調整委員会を結成し、選挙後に合併すると発表した。2017年10月14日には、ナヤ・シャクティ党は2党との違いを理由に、合併から離脱した。残りの2つの党間の連合は、下院で議席の過半数を獲得し、州議会選挙にも勝利した。党はまた、上院の議席の3分の2を獲得した。選挙後の連邦議会の形成に続いて、K.P.シャルマ・オリは2018年2月15日に首相に選出された。2つの政党の合併は当初、元のネパール共産党の結党時期（1949年4月29日）に合わせて、2018年4月22日に計画されていたが、残された問題の整理のため、統一が保留された。統一は2018年5月17日に正式に完了した。
しかし2021年3月7日、最高裁判所は同名の政党（ネパール共産党 (2013年)、リシ・カテル議長）がすでに選挙管理委員会に登録されていることを理由に2018年の統合を無効化した。このため党は統合前の状況に戻り、再度統合するためには新たな党名が必要となった。

## シンボル
党の選挙シンボルは太陽。